# Binsengraben (Illertissen)
Binsengraben ist ein Gemeindeteil der Stadt Illertissen im schwäbischen Landkreis Neu-Ulm, Bayern.

## Geographie
Der Weiler liegt zwei Kilometer südlich der Hauptortes nahe der Kreuzung der Staatsstraßen 2018 und 2031. Am westlichen Ortsrand verläuft der Altenstädter Kanal.

## Geschichte
Der Ort gehörte zur Gemeinde Jedesheim und wurde mit dieser im Zuge der Gebietsreform in Bayern am 1. Mai 1978 nach Illertissen eingegliedert.